# Maria Carolina a Austriei
Maria Carolina a Austriei (germană Maria Karolina von Österreich; italiană Maria Carolina d'Austria; 13 august 1752 – 8 septembrie 1814) a fost soția regelui Ferdinand I al celor Două Sicilii și de facto conducător al Neapolelui în perioada 1768-1799 și 1799-1806 și al Siciliei în perioada 1768-1814, deși ea a pierdut de facto puterea în 1812. A supravegheat promulgarea a multor reforme inclusiv revocarea interdicției privind masoneria, extinderea marinei sub conducerea favoritului ei, John Acton, și eliminarea influenței spaniole. A fost partizană a absolutismului luminat până la izbucnirea Revoluției franceze, când, pentru a preveni ca ideile Revoluției să pătrundă, a transformat Neapole într-un stat polițienesc. S-a născut arhiducesă de Austria și a fost sora reginei Marie Antoinette a Franței.

## Primii ani

Arhiducesa Maria Carolina ținând un portret al tatălui ei, Francisc I, Împărat al Sfântului Imperiu Roman.

Născută la 13 august 1752 la Palatul Schönbrunn, Viena, Maria Carolina a fost al treisprezecea copil al Maria Theresa a Austriei și Francisc I, Împărat al Sfântului Imperiu Roman. Nașii ei au fost regele Ludovic al XV-lea al Franței și regina Maria Leszczyńska. A fost numită după două două surori mai mari: Maria Carolina care a murit la două săptămâni după ce a împlinit un an și Maria Carolina care a murit la câteva ore după botez, însă familia i-a spus Charlotte.
Maria Carolina a fost fiica care a semănat cel mai mult cu mama ei. A avut o relație foarte apropiată cu sora sa mai mică, Maria Antoneta. O dovadă a apropierii lor este faptul că, atunci când una din ele s-a îmbolnăvit, cealaltă a luat boala. În august 1767 Maria Tereza le-a separat pe cele două fete, crescute până atunci împreună sub auspiciile contesei Marie von Brandis, din cauza comportamentului lor rău.
În octombrie 1767 sora Mariei Carolina, Maria Josepha, destinată să se căsătorească cu Ferdinand al IV-lea de Neapole, parte a alianței cu Spaniei, a murit de variolă. Dornic de a salva alianța austro-spaniolă, Carol al III-lea al Spaniei, tatăl lui Ferdinand al IV-lea, a cerut ca fiul său să se căsătorească cu altă soră.
Împărăteasa a oferit curții de la Madrid pe Maria Amalia sau Maria Carolina. Deoarece Maria Amalia era cu cinci ani mai mare decât fiul său, Carol al III-lea a optat pentru cea din urmă. Maria Carolina a reacționat prost la logodnă, a plâns și a spus că această căsătorie aduce ghinion. Obiecțiile ei totuși nu au întârziat pregătirile pentru noul ei rol de regină a Neapolelui. Nouă luni mai târziu, la 7 aprilie 1768, Maria Carolina s-a căsătorit cu Ferdinand al IV-lea al Neapolelui în lipsa acestuia, mirele fiind reprezentat de fratele Mariei Carolina, Ferdinand.

## Regină

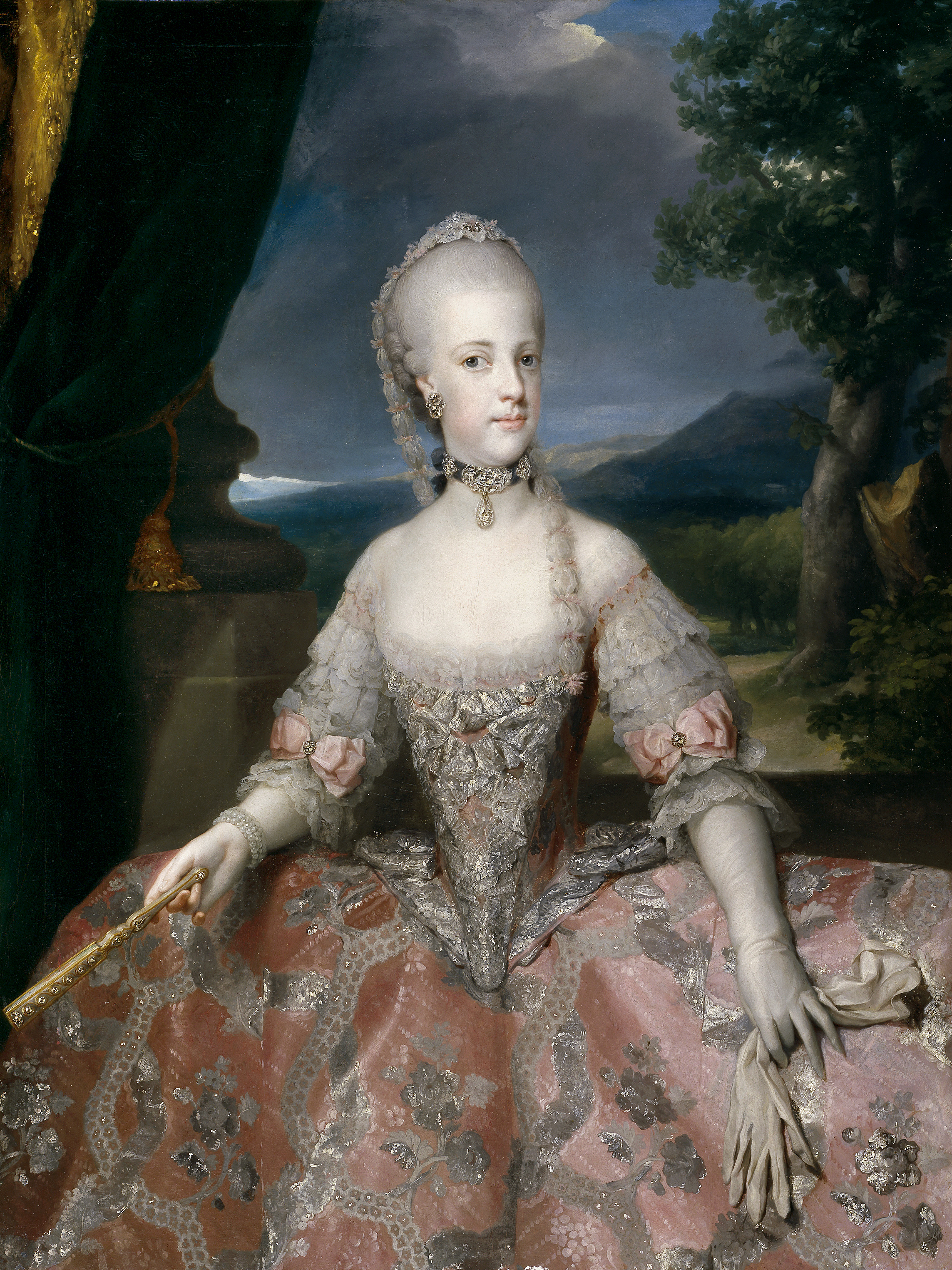
Maria Carolina, regină a Neapole și Sicilia, de Anton Raphael Mengs, ca. 1768.

### Căderea lui Tanucci
Regina Neapolelui în vârstă de șaisprezece ani a călătorit de la Viena la Neapole oprindu-se în drum la Mantua, Bologna, Florența și Roma. A ajuns în regatul Neapole la 12 mai 1768 debarcând la Terracina, unde s-a despărțit de însoțitorii ei austrieci. 

Din Terracina ea și suita care i-a mai rămas și care-i includea pe fratele ei Marele Duce de Toscana și soția acestuia Maria Luisa a Spaniei au ajuns la Poztella, unde și-a întâlnit soțul pe care l-a găsit "foarte urât". Ea i-a scris contesei de Lerchenfeld: "Îl iubesc numai din datorie ..." Ferdinand, de asemenea, nu a fost impresionat de ea, declarând, după prima lor noapte împreună: "Doarme ca un mort și transpiră ca un porc".
Deși Maria Carolina nu și-a plăcut soțul, totuși, acest lucru n-a împiedicat-o să nască copii pentru a perpetua dinastia. În total, Maria Carolina i-a dăruit lui Ferdinand optsprezece copii, din care șapte au atins vârsta adultă, printre ei aflându-se succesorul lui Francisc I, ultima împărăteasă a Sfântului Imperiu Roman, Marea Ducesă de Toscana, ultima regină a Franței și Prințesa de Asturia.
Ferdinand, care a primit o educație destul de fragilă, nu avea capacitatea de a conduce, și se baza în totalitate pe consilierul tatălui său Carol al III-lea al Spaniei, Bernardo Tanucci. În conformitate cu instrucțiunile de la împărăteasa Maria Tereza, Maria Carolina a câștigat încrederea lui Ferdinand simulând interes față de activitatea lui favorită - vânătoarea. Așa ea a obținut administrarea statului pe ușa din spate, care avea să se realizeze pe deplin după nașterea unui moștenitor în 1775 și admiterea ei în Consiliului Privat. Până atunci, Maria Carolina a prezidat întinerirea vieții la curtea napolitană. Academicienii Gaetano Filangieri, Domenico Cirillo și Giuseppe Maria Galanti au frecventate salonul ei, printre alții.
Căderea lui Tanucci de la putere a apărut ca un argument al Mariei Carolina privind Masoneria, la care ea a aderat. Acționând la ordinele lui Carol al III-lea, Tanucci a reluat o lege din 1751 care interzice Masoneria, ca răspuns la descoperirea unei loje masonică în rândul regimentul regal. Înfuriată, regina i-a spus regelui Carol al III-lea opinia ei că Tanucci a ruinat țara, prin intermediul unei scrisori scrise de către soțul ei, făcând astfel să arate ca și cum ar fi fost ideea lui. Ferdinand l-a demis pe Tanucci în octombrie 1776, provocând o ruptură cu tatăl său. Numirea succesorului lui Tanucci, marchizul de Sambuca, o marionetă a reginei Maria Carolina, a reprezentat sfârșitul influenței spaniole în Napoli și creșterea influenței austriece. Nepopularitatea ei în rândul nobilimii a crescut odată cu încercările ei de a le reduce prerogativele.

### Patronajul artistic și decesul lui Carol al III-lea

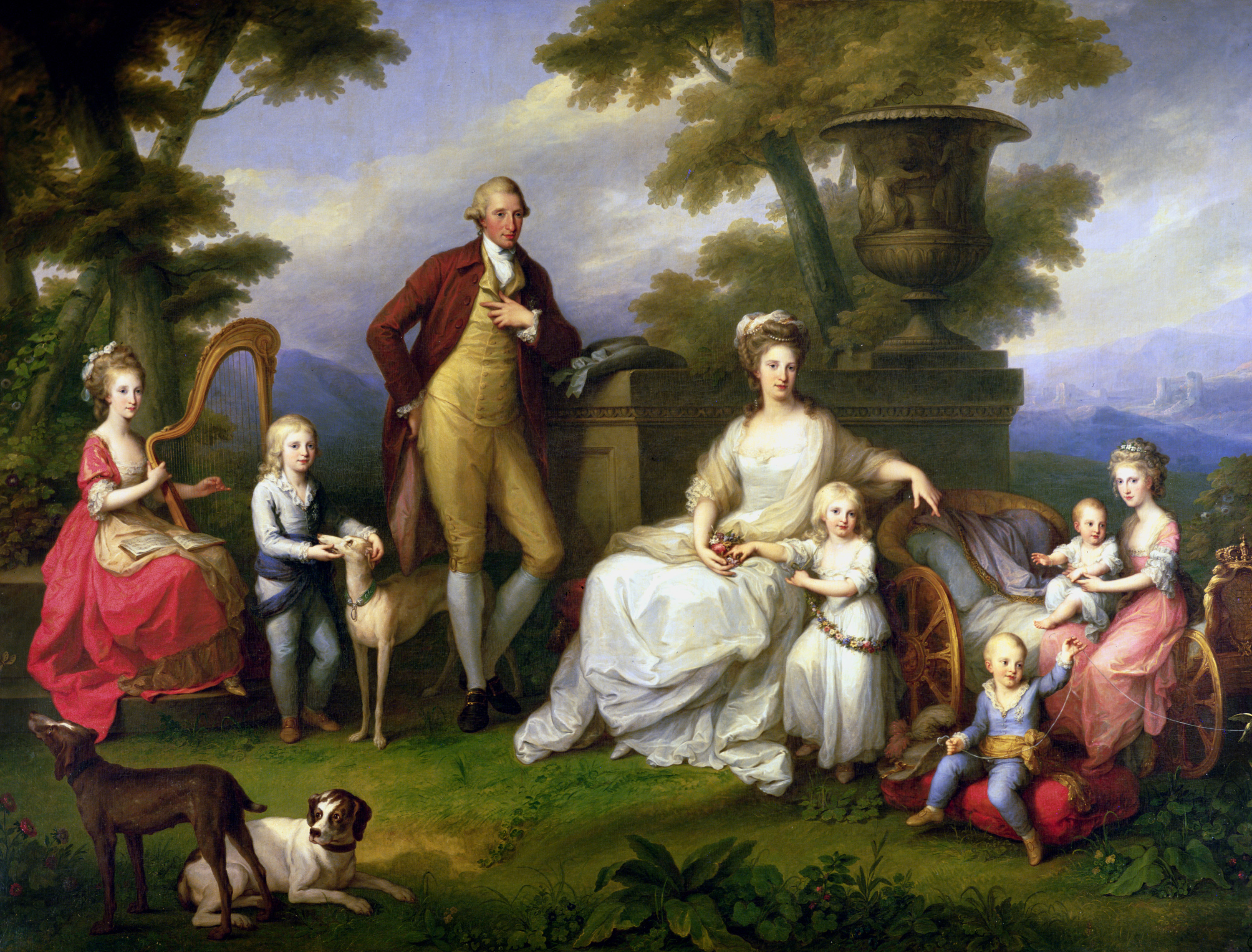
Famila Regală a Neapole de Angelica Kauffman. Acest portret reprezintă o breșă față de reprezentările tipice ale Bourbonilor, care încorporează un peisaj arcadian și poze simple.

Maria Carolina a patronat artiști germano-elvețieni, cel mai faimos caz fiind Angelica Kauffman, care a pictat familia reginei într-un cadru informal, în grădină, în 1783, și-a dat fiicelor ei lecții de desen. Maria Carolina a acoperit-o cu daruri pe Kauffman dar ea a preferat cercurile artistice de la Roma la Napoli. Patronajul reginei nu a fost limitată la pictori de portrete, ea a alocat pictorului peisagist Jacob Philipp Hackert o aripă a palatului de la Francavilla. Ca și Kauffman, el a dat lecții copiilor reginei și s-a bucurat de confidențele ei. La recomandarea lui Hackert, regele și regina au restaurat statuiile palatului Farnese și le-au adus la Nepole. În 1784 regina a fondat un așezământ filantropic la San Leucio, unde funcționau manufacturile regale de mătase.
De asemenea, a colecționat tabachere ornamentale și bijuterii din aur.
În 1788 odată cu decesul regelui Carol al III-lea al Spaniei, relațiile napolitano-spaniole s-au îmbunătățit. Noul rege, Carol al IV-lea dornic să fie în termeni buni cu fratele său, regele Neapole, a trimis flota spaniolă să-l salute. Pentru a consolida împăcarea, Carol al IV-lea a propus ca fiica lui să se căsătorească cu fiul cel mare al regelui și reginei, Ducele de Calabria. În timp ce regele a sprijinit căsătoria, Maria Carolina a evitat-o.  Ca și mama ei ea a ales cu grijă viitorii parteneri ai copiilor ei, căsătoriile urmau să cimenteze alianțe politice alese de ea. Decesul soției nepotului reginei, Prințul Moștenitor Francisc al Austriei, Ducesa Elisabeta de Württemberg, i-a deschsi oportunitatea de a-și împlini ambițiile maritale. Fiicele ei Maria Teresa și Luisa, s-au căsătorit cu Prințul Moștenitor Francisc și cu Ferdinand al III-lea, Mare Duce de Toscana.

## Copii
Maria Carolina și Ferdinand au avut optsprezece copii:
- Prințesa Luisa a celor Două Sicilii, Mare Ducesă de Tuscana  (27 iulie 1773 - 19 septembrie 1802).În 1790 s-a căsătorit cu vărul ei primar, Ferdinand al III-lea de Toscana. și a avut 6 copii.
- Prințesa Maria Teresa a celor Două Sicilii, Împărăteasa a Sfântului Imperiu Roman (6 iunie 1772 – 13 aprilie 1807). A fost numită după bunica maternă împărăteasa Maria Tereza a Austriei; în 1790 s-a căsătorit cu vărul ei primar Francisc al II-lea, Împărat Roman, a avut 12 copii.
- Prințul Carlos Tito de Neapole și Sicilia, Duce de Calabria (6 ianuarie 1775 - 17 decembrie 1778).A murit de variolă la vârsta de 3 ani.
- Prințesa Maria Anna de Neapole și Sicilia (23 noiembrie 1775 - 22 februarie 1780); A murit de variolă la vârsta de 4 ani.
- Francisc I, Rege al celor Două Sicilii (14 august 1777 – 8 noiembrie 1830).A moștenit tronul, după moartea tatălui său.
- Maria Christina a celor Două Sicilii, Regină Consoartă a Sardiniei  (17 ianuarie 1779 – 11 martie 1849).S-a căsătorit cu Carol Felix, Rege al Sardiniei; fără copii.
- Prințesa Maria Christina Theresa de Neapole și Sicilia (17 ianuarie 1779 – 26 februarie 1783); geamăna Maria Cristina Amalia, a murit de variolă la vârsta de 4 ani
- Prințul Gennaro de Neapole și Sicilia (12 Aprilie 1780 – 1 Ianuarie 1789).A murit de variola la vârsta de 8 ani.
- Prințul Giuseppe de Neapole și Sicilia (18 Iunie 1781 - 19 Februarie 1781).A murit de variola la vârsta de 8 ani.
- Prințesa Maria Amalia a celor Două Sicilii, Regină Consoartă a Franței (26 aprilie 1782 – 24 martie 1866); In 1809 s-a căsătorit cu viitorul rege al Franței, Ludovic-Filip al Franței cu care a avut 10 copii.
- Prințesa Maria Carolina (n./d. 19 iulie 1783).A murit la naștere.
- Prințesa Maria Antonia de Neapole și Sicilia, Prințesă de Asturias  (14 decembrie 1784 – 21 mai 1806).În 1802 s-a căsătorit cu viitorul rege al Spaniei, Ferdinand al VII-lea al Spaniei.A murit de tuberuloză in 1806
- Prințesa Maria Clothilda de Neapole și Sicilia (18 februarie 1786 - 10 septembrie 1792); A murit de variolă la vârsta de 6 ani jumătate.
- Prințesa Maria Henriettade de Neapole și Sicilia (31 iulie 1787 - 20 septembrie 1792); A murit de variolă la vârsta de 5 ani.
- Prințul Carlo Gennaro de Neapole și Sicilia (26 august 1788 - 1 februarie 1789); A murit de variolă la vârsta de 6 luni.
- Prințul Leopoldo Giovanni Giuseppe Michele de Neapole și Sicilia, Prinț de Salerno (2 iulie 1790 – 10 martie 1851).În 1816 s-a căsătorit cu nepoata sa, Clementina, Prințesă de Salerno, fiica surorii sale, Maria Teresa.
- Prințul Alberto Maria de Neapole și Sicilia (2 mai 1792 - 26 decembrie 1798); A murit de epuizare la vârsta de 6 ani.
- Prințesa Maria Isabella de Neapole și Sicilia (2 decembrie 1793 - 23 aprilie 1801); A murit la vârsta de 7 ani (2 decembrie 1793 - 23 aprilie 1801); a murit la vârsta de 7 ani.